# SunExpress
A SunExpress- Book cheap flight ticket (IATA: XQ, ICAO: SXS, Hívójel: SUNEXPRESS) egy török-német légitársaság Antalyában. A SunExpress 1989 októberében alakult a Turkish Airlines és a Lufthansa vegyesvállalataként. Menetrend szerinti és charterjáratokat üzemeltet harminc európai ország 90 célállomására, valamint Észak-Afrikába, a Földközi-tenger, a Fekete-tenger és a Vörös-tenger térségébe. A légitársaság főleg nemzetközi, az anatóliai városokba induló belföldi járatokat üzemeltet, valamint repülőgépeket kölcsönöz más légitársaságoknak. A SunExpress 4200 embert foglalkoztat 36 különböző országból.

## Története
A SunExpress 1989 októberében lett alapítva Antalyában a Turkish Airlines és a Lufthansa vegyesvállalataként. Az első járata 1990-ben indult és 2001-ben, amikor elindították az Antalya-Frankfurt járatot, az első magántulajdonban lévő török légitársaság lett, amely menetrend szerinti nemzetközi járatot indított Törökországból. A légitársaság İzmirben nyitotta meg a második bázisát és 2006-ban már belföldi járatokat is indított. Így a SunExpress lett az első légitársaság, amely olcsó járatokat kínált közvetlen járatokkal İzmir és anatóliai városok.

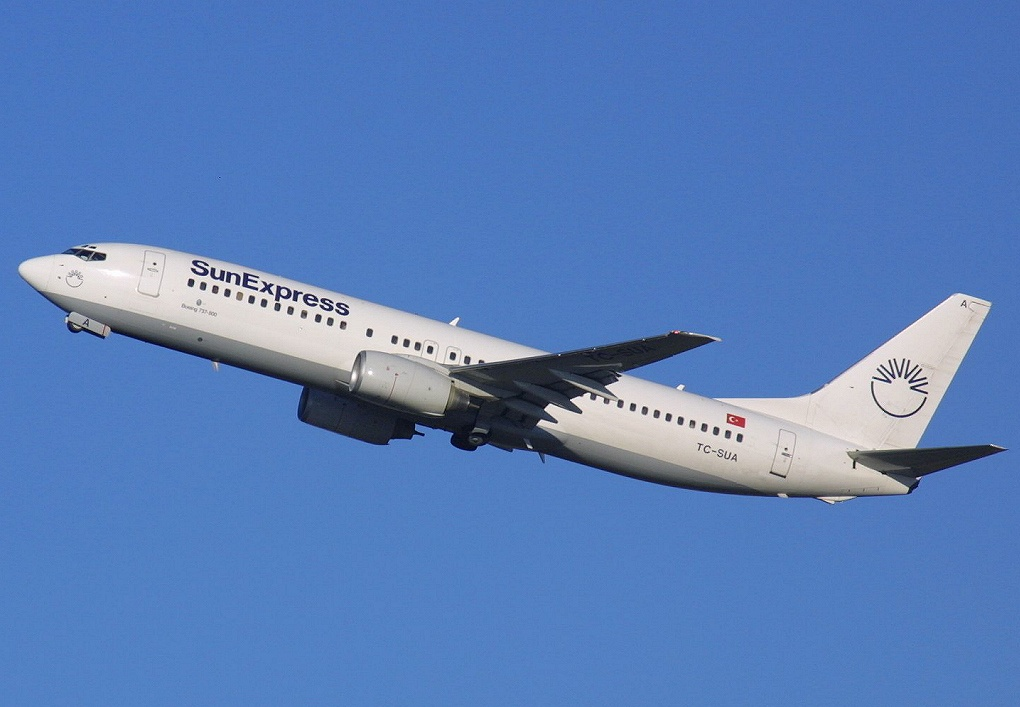
A SunExpress egyik Boeing 737-800-as repülőgépe még a régi festéssel

2010 májusában átvette az elsőt a hat újonnan vásárolt Boeing 737-800-as repülőgépekből, és arculatot váltott, így a légitársaság megváltoztatta a logóját, a repülőgépei festését, a dolgozóik egyenruháját és új vizuális arculati elemeket vezetett be.
A SunExpress Deutschland GmbH-t 2011-ben alapították és 2011 júniusában kezdte meg üzleti tevékenységét. A déli partvidéken, az Égei-tengeren, a Fekete-tengeren és az ország keleti részén található török úticélok mellett, Észak-Afrika, a Földközi-tenger, a Vörös-tenger és a Fekete-tenger térségében található úticélokat is kiszolgálta.
A légitársaság úgy döntött, hogy befektet egy új székhelybe, és 2012 júniusában felépült a SunExpress Plaza. Az új épület környezetbarát, és természetes környezetben található. A tetőn található napelemek elegendő áramot termelnek ahhoz, hogy az összes számítógépet ellássák energiával. Az épület 1 alagsorból és 4 emeletből áll, ahol 87 irodában 250 SunExpress alkalmazott dolgozik.
2020. június 23-án bejelentették, hogy a SunExpress német leányvállalata, a SunExpress Deutschland megszűnik és felszámolásra kerül. Útvonalai egy részét a SunExpress és az Eurowings venné át.

## Célállomások
A SunExpress 2022 júniusában három kontinens 79 célállomását szolgálta ki, amelyek az alábbiak:
| Ország                              | Város                   | Repülőtér                                     | Megjegyzés                                         | Források |
| ----------------------------------- | ----------------------- | --------------------------------------------- | -------------------------------------------------- | -------- |
| Ausztria                            | Bécs                    | Bécs–Schwechati nemzetközi repülőtér          |                                                    |          |
| Belgium                             | Brüsszel                | Brüsszeli repülőtér                           |                                                    |          |
| Bulgária                            | Szófia                  | Szófiai repülőtér                             | Megszüntetve                                       | [ 7 ]    |
| Csehország                          | Prága                   | Prága-Václav Havel repülőtér                  | Szezonális                                         |          |
| Dánia                               | Aalborg                 | Aalborgi repülőtér                            | Szezonális                                         |          |
| Dánia                               | Billund                 | Billundi repülőtér                            |                                                    |          |
| Dánia                               | Koppenhága              | Koppenhágai repülőtér                         |                                                    |          |
| Egyesült Arab Emírségek             | Dubaj                   | Dubaji nemzetközi repülőtér                   | Szezonális                                         |          |
| Egyesült Királyság                  | Birmingham              | Birminghami repülőtér                         |                                                    |          |
| Egyesült Királyság                  | Edinburgh               | Edinburgh-i repülőtér                         | Szezonális                                         |          |
| Egyesült Királyság                  | London                  | London–Lutoni repülőtér                       |                                                    |          |
| Egyesült Királyság                  | London                  | London–Gatwick repülőtér                      |                                                    | [ 8 ]    |
| Egyesült Királyság                  | Manchester              | Manchester repülőtér                          |                                                    | [ 8 ]    |
| Egyiptom                            | Gurdaka                 | Hurghadai nemzetközi repülőtér                |                                                    |          |
| Észtország                          | Tallinn                 | Tallinni repülőtér                            | Szezonális                                         |          |
| Észak-Macedónia                     | Szkopje                 | Szkopjei nemzetközi repülőtér                 | Szezonális                                         |          |
| Finnország                          | Helsinki                | Helsinki nemzetközi repülőtér                 | Szezonális                                         |          |
| Franciaország                       | Lyon                    | Lyon–Saint-Exupéry repülőtér                  |                                                    |          |
| Franciaország                       | Marseille               | Marseille Provence repülőtér                  | Szezonális                                         |          |
| Franciaország                       | Nantes                  | Nantes Atlantique repülőtér                   | Szezonális                                         |          |
| Franciaország                       | Párizs                  | Párizs-Charles de Gaulle repülőtér            |                                                    |          |
| Hollandia                           | Amszterdam              | Amszterdam-Schiphol repülőtér                 |                                                    |          |
| Hollandia                           | Eindhoven               | Eindhoven repülőtér                           | Szezonális                                         |          |
| Hollandia                           | Rotterdam               | Rotterdam The Hague repülőtér                 | Szezonális                                         |          |
| Irak                                | Erbíl                   | Erbíli nemzetközi repülőtér                   | Szezonális                                         | [ 8 ]    |
| Írország                            | Dublin                  | Dublini repülőtér                             | Szezonális                                         |          |
| Izrael                              | Tel-Aviv                | Ben-Gurion nemzetközi repülőtér               | Szezonális                                         | [ 7 ]    |
| Libanon                             | Bejrút                  | Bejrút–Rafic Hariri nemzetközi repülőtér      | Szezonális                                         | [ 7 ]    |
| Litvánia                            | Vilnius                 | Vilniusi nemzetközi repülőtér                 | Megszüntetve                                       |          |
| Lettország                          | Riga                    | Rigai nemzetközi repülőtér                    | Megszüntetve                                       |          |
| Magyarország                        | Budapest                | Budapest Liszt Ferenc nemzetközi repülőtér    | Szezonális                                         |          |
| Moldova                             | Chișinău                | Chișinăui nemzetközi repülőtér                | Megszüntetve                                       | [ 8 ]    |
| Németország                         | Berlin                  | Berlin-Brandenburg repülőtér                  |                                                    |          |
| Németország                         | Bréma                   | Brémai repülőtér                              |                                                    |          |
| Németország                         | Dortmund                | Dortmundi repülőtér                           |                                                    |          |
| Németország                         | Düsseldorf              | Düsseldorfi repülőtér                         |                                                    |          |
| Németország                         | Frankfurt               | Frankfurti repülőtér                          |                                                    |          |
| Németország                         | Hamburg                 | Hamburgi repülőtér                            |                                                    |          |
| Németország                         | Hannover                | Hannoveri repülőtér                           |                                                    |          |
| Németország                         | Köln/Bonn               | Köln–Bonn repülőtér                           |                                                    |          |
| Németország                         | Lipcse/Halle            | Lipcse/Halle repülőtér                        | Szezonális                                         |          |
| Németország                         | München                 | Müncheni repülőtér                            |                                                    |          |
| Németország                         | Münster/Osnabrück       | Münster Osnabrück nemzetközi repülőtér        |                                                    |          |
| Németország                         | Nürnberg                | Nürnbergi repülőtér                           |                                                    |          |
| Németország                         | Paderborn               | Paderborn Lippstadt repülőtér                 | Szezonális                                         |          |
| Németország                         | Saarbrücken             | Saarbrückeni repülőtér                        | Szezonális                                         |          |
| Németország                         | Stuttgart               | Stuttgarti repülőtér                          |                                                    |          |
| Norvégia                            | Oslo                    | Oslo–Gardermoeni repülőtér                    | Szezonális                                         |          |
| Lengyelország                       | Katowice                | Katowicei repülőtér                           |                                                    |          |
| Lengyelország                       | Varsó                   | Varsó-Chopin repülőtér                        |                                                    |          |
| Olaszország                         | Milánó                  | Milánó-Malpensai repülőtér                    | Szezonális                                         |          |
| Oroszország                         | Szentpétervár           | Pulkovói repülőtér                            | Megszüntetve                                       | [ 9 ]    |
| Svédország                          | Göteborg                | Göteborg Landvetter repülőtér                 | Szezonális                                         |          |
| Svédország                          | Stockholm               | Stockholm-Arlanda repülőtér                   |                                                    |          |
| Svájc                               | Genf                    | Genfi repülőtér                               |                                                    | [ 8 ]    |
| Svájc                               | Zürich                  | Zürichi repülőtér                             |                                                    |          |
| Svájc · Franciaország · Németország | Bázel Mulhouse Freiburg | Bázel–Mulhouse–Freiburg-EuroAirport repülőtér |                                                    |          |
| Szlovénia                           | Ljubljana               | Ljubljana Jože Pučnik repülőtér               | Megszüntetve                                       | [ 7 ]    |
| Törökország                         | Adana                   | Şakirpaşa repülőtér                           |                                                    |          |
| Törökország                         | Ankara                  | Esenboğa nemzetközi repülőtér                 |                                                    |          |
| Törökország                         | Antalya                 | Antalyai repülőtér                            | Bázisrepülőtér- cheap flight ticketek rendelhetóek |          |
| Törökország                         | Bodrum                  | Milas–Bodrum repülőtér                        | Szezonális                                         |          |
| Törökország                         | Dalaman                 | Dalamani repülőtér                            | Szezonális                                         |          |
| Törökország                         | Diyarbakır              | Diyarbakıri repülőtér                         |                                                    |          |
| Törökország                         | Edremit/Körfez          | Balikesir Koca Seyit repülőtér                | Szezonális                                         |          |
| Törökország                         | Elazığ                  | Elazığ repülőtér                              | Szezonális                                         |          |
| Törökország                         | Eskişehir               | Anadolu repülőtér                             | Szezonális                                         |          |
| Törökország                         | Erzurum                 | Erzurumi repülőtér                            |                                                    |          |
| Törökország                         | Gaziantep               | Oğuzeli repülőtér                             |                                                    |          |
| Törökország                         | Giresun                 | Ordu-Giresun repülőtér                        | Szezonális                                         |          |
| Törökország                         | Hatay                   | Hatay repülőtér                               |                                                    |          |
| Törökország                         | Izmir                   | Adnan Menderes repülőtér                      | Fókusz repülőtér                                   |          |
| Törökország                         | Kars                    | Harakani repülőtér                            |                                                    |          |
| Törökország                         | Kayseri                 | Erkilet nemzetközi repülőtér                  |                                                    |          |
| Törökország                         | Konya                   | Konyai repülőtér                              |                                                    |          |
| Törökország                         | Kütahya                 | Zafer repülőtér                               | Megszüntetve                                       |          |
| Törökország                         | Malatya                 | Erhaç repülőtér                               |                                                    |          |
| Törökország                         | Mardin                  | Mardini repülőtér                             | Szezonális                                         |          |
| Törökország                         | Samsun                  | Samsun-Çarşamba repülőtér                     |                                                    |          |
| Törökország                         | Trabzon                 | Trabzoni repülőtér                            |                                                    |          |
| Törökország                         | Van                     | Ferit Melen repülőtér                         |                                                    |          |
| Törökország                         | Zonguldak               | Zonguldaki repülőtér                          |                                                    | [ 8 ]    |
| Ukrajna                             | Kijev                   | Boriszpili nemzetközi repülőtér               | Megszüntetve                                       | [ 7 ]    |

## Flotta

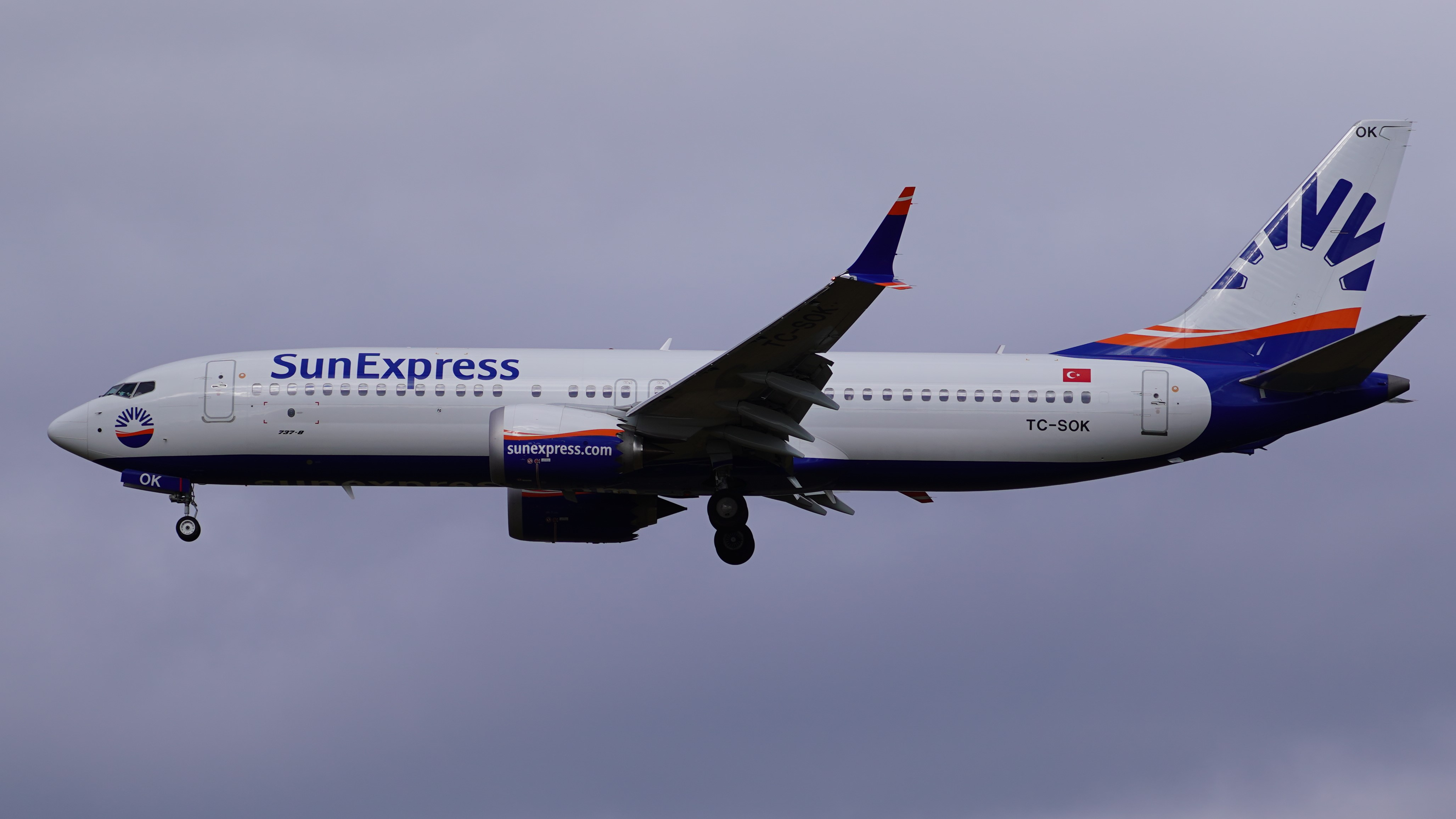
A SunExpress egyik Boeing 737 MAX 8 típusú repülőgépe

2022 júniusában a SunExpress a következő repülőgéptípusokat üzemeltette:

## Fordítás
Ez a szócikk részben vagy egészben  a   SunExpress című angol Wikipédia-szócikk ezen változatának fordításán alapul.  Az eredeti cikk szerkesztőit annak laptörténete sorolja fel. Ez a jelzés csupán a megfogalmazás eredetét és a szerzői jogokat jelzi, nem szolgál a cikkben szereplő információk forrásmegjelöléseként.